# Солдуба (Сату Маре)
Солдуба (рум. Solduba) насеље је у Румунији у округу Сату Маре у општини Хомороаде. Oпштина се налази на надморској висини од 203 m.

## Становништво
Према подацима из 2002. године у насељу је живело 348 становника, од којих су сви румунске националности.